# Medaille van de Noord- en Zuid-Hollandsche Redding Maatschappij

Bronzen medaille uit 1849

De Medaille van den Noord- en Zuid-Hollandsche Redding-Maatschappij (na 1949 de Koninklijke Noord- en Zuid-Hollandsche Redding-Maatschappij) werd in 1840 door het bestuur van deze vereniging die zich richtte op het redden van schipbreukelingen ingesteld. De overheid en de burgerij wilden een mentaliteitsverandering bewerkstelligen. In eerdere eeuwen bekommerden de bewoners van vissersdorpen zich uitsluitend om het jutten en het leegroven van wrakken. Men liet de in moeilijkheden gekomen opvarenden van schepen verdrinken en stak geen hand naar ze uit.
De medailles waren tot 1911 legpenningen. In dat jaar kregen zij een oog zodat zij aan een lint, men koos voor een blauw lint met een smalle rood-witte bies, konden worden gedragen. Men kon met bronzen en zilveren gespen op het lint het bezit van meerdere medailles aanduiden. Ook de eerder uitgereikte medailles mochten na 1911 aan een lint worden gedragen, men voorzag ze daarvoor van een oogje.
Er zijn bronzen, zilveren en gouden medailles bekend.
Museummedaille ·
Erepenning ·
Medaille van de Maatschappij tot Redding van Drenkelingen ·
Doggersbank-medaille ·
Broeder van de Orde van de Nederlandse Leeuw ·
Antwerpsche Medaille 1832 ·
Onderscheidingsteken voor Langdurige, Eerlijke en Trouwe Dienst ·
Eremedaille voor Kunst en Wetenschap ·
Eremedaille voor Voortvarendheid en Vernuft ·
De Ruyter-medaille ·
Regeringsmedaille ·
Medaille van het Carnegie Heldenfonds ·
Medaille van Verdienste van het Nederlandse Rode Kruis ·
Medaille voor trouwe dienst van het Nederlandse Rode Kruis ·
Erkentelijkheidsmedaille 1940-1945 ·
Inhuldigingsmedaille 1948 ·
Herinneringsmedaille Luchtbescherming 1940-1945 ·
Medaille van de Noord- en Zuid-Hollandsche Redding Maatschappij ·
Zilveren Anjer · 
Cultuurfonds Onderscheiding · 
Vrijwilligersmedaille Openbare Orde en Veiligheid ·
Vaardigheidsmedaille van de Nederlandse Sport Federatie ·
Inhuldigingsmedaille 1980 ·
Herinneringsmedaille VN-Vredesoperaties ·
Herinneringsmedaille Multinationale Vredesoperaties ·
Herinneringsmedaille Internationale Missies ·
Huwelijksmedaille 2002 ·
Herinneringsmedaille Buitenlandse Bezoeken ·
Marinemedaille ·
Landmachtmedaille ·
Marechausseemedaille ·
Luchtmachtmedaille
Zie ook: Ridderorden en onderscheidingen in Nederland